# Orion (perro)
Orión (1989-1 de diciembre de 2008) fue un perro de raza Rottweiler que participó en el rescate de 37 personas durante la llamada tragedia de Vargas, el desastre de origen natural más grande registrado en Venezuela tras el terremoto de Venezuela de 1812, la noche del miércoles 15 de diciembre de 1999.

## Antes de la tragedia
Diez años antes, en 1989, este simpático perro, un cachorro de raza Rottweiler, a quien le pusieron por nombre Orión, parecido al hijo de Poseidón; había llegado al seno de la familia de Mauricio Pérez Mercado, piloto de profesión.
El perro acostumbraba frecuentar cerca a su casa un riachuelo llamado Tanaguarena, en Cerro Grande(Estado Vargas), allí entre juegos y alegrías aprendió a nadar y tiempo después llegó la perra Alfa, su compañera de la misma raza, a la pareja se le sumó un perro llamado Negro,cuyo propietario era el vecino, además Micky, un gato travieso; juntos perseguían lagartijas, espantaban mariposas o ponían en fuga a las aves las cuales buscaban en el suelo el alimento para sus polluelos.
Los canes solían chapalear en el riachuelo mientras el gato se lamía el pelaje sin inmutarse; uno de los grandes placeres de Orión, era sacar del río al cánido Mauricio quien se le montaba en lomo; siendo notable desde ese entonces su vocación por el rescate.

## Perro salvavidas
En noviembre de 1999, las fuertes lluvias plantaron su imperio en el estado de Vargas, y aunque produjeron cuantiosos daños en toda Venezuela, esta fue la región más castigada.
Fue entonces, cuando aquel 15 de diciembre, Orión comenzó a ladrar desde temprano y se le notaba nervioso. El valiente perro consiguió ser entendido por Mauricio, que, preocupado por la seguridad, con la familia y las restantes mascotas (Alfa y sus cinco cachorros) siguió al perro a la azotea, a refugiarse en la intemperie. Empapados hasta los huesos y envueltos en la noche inacabable, solo tuvieron que esperar.
Esa mañana del jueves 16 de diciembre las toneladas de lodo y piedras que bajaban con las aguas obligaron a Pérez Mercado y su esposa Aída Touseda a abordar el helicóptero que los rescató del techo de su vivienda y a dejar a sus perros, siendo los momentos más difíciles para toda la familia. Orión y Alfa perdieron a sus cinco (5) cachorros recién nacidos en el desastre, además murieron su amigo Negro y el gato Micky.
El valiente can escuchó unos gritos pidiendo auxilio. Su vista rápidamente localizó a una niña que se hallaba en el río, agarrada a un palo. 
La vida de la pequeña corría peligro, y las aguas revueltas no invitaban a heroicidades. Orión no lo dudó, y al instante saltó a las aguas. Oponiéndose al inclemente trance, nadó hacia ella sin aquilatar el riesgo; guiado por los desgarradores llamados de la niña.
Mil ojos clavaron su preocupación en la valentía del can, todos pensaba que el perro se había vuelto loco al verlo saltar y nadar entre las turbulentas aguas que traían troncos y piedras, nunca llegaron a pensar que era el inicio de una de las hazañas de los héroes anónimos que demostraron su valentía ante tal situación.
Algunos de los vecinos gritaban al verlo nadar al lado de la niña y cuando abrió la boca pensaban que mordería gravemente a la menor, más no fue así, lo hizo de una manera tan suave por las ropas que ningún daño le causó y la trajo a la orilla, donde las personas no salían de su asombro; posteriormente saltó de nuevo y rescató de las aguas a una segunda niña de 14 años, luego ayudó a ocho niños a subir a sitios altos.
Así paso la noche y parte de la mañana de estos terribles días, que los testigos de tal hecho contabilizaron que "Orión" rescató a 37 personas de morir ahogadas, desde una niña de ocho años hasta un anciano de 80 años, que fue desenterrado del lodo por el can. Además Orión se encargaría de guiar a las personas solas y en shock, al sitio donde se reunían otros damnificados.
Por otra parte el trabajo de este perro, no quedó ahí, también muchas personas quedaron sorprendidas, al ver como el perro se lanzaba con una cuerda a las turbulentas aguas, para que personas la sostuvieran en un extremo,luego este se volvió a lanzar al agua, para que otro grupo de personas, hicieran un puente improvisado, con esta hazaña lograron salvarse aproximadamente 50 personas de ser arrastradas por las aguas.
Gracias a su heroica hazaña, Orión era llamado "el perro valiente".

## Después de la Tragedia
Los medios de comunicación se volcaron con la hazaña. Globo visión le dedicó un amplio programa (con la participación de Mauricio Pérez, gente rescatada, testigos, y, por supuesto, Orión). El perro se hizo frecuente en los periódicos, revistas, radios y otras cadenas de televisión nacional.
Así mismo, el eco de la gesta voló por encima de las fronteras. Su historia viajó por las televisiones del mundo registrada en cintas de grabación. Orión logró merecidos homenajes de reconocimiento en Estados Unidos, Rusia y España.
En Venezuela participó de numerosos eventos; fue asiduo visitante de escuelas, asilos de ancianos, y compartió juegos y alegrías con enfermos de alzheimer y del síndrome de Down. 
A 15 años del deslave del Litoral Central, Pérez Mercado recuerda a sus mascotas y cuenta cómo Orión y su pareja, otra Rottweiler llamada Alfa, participaron activamente en las actividades de socorro. 

## Reconocimiento
El 26 de febrero del año 2000, el valiente perro Orión fue condecorado con una medalla de "Honor Al Valor", una cinta azul y un diploma por el rol desempeñado por este noble animal que manifestó la fidelidad y nobleza de su raza durante la riada que acabó con la vida de miles de personas en el litoral guaireño en Venezuela. 
Su dueño Mauricio contó que muchas personas abrazaban a Orión y lloraban de emoción al conocerlo. Y hay quienes le pusieron ese nombre a sus mascotas.
Un reconocimiento oficial se le llevó a cabo en un acto solemne realizado en las instalaciones del salón Andrés Eloy Blanco en el Palacio Municipal de Caracas, ubicado frente a la Plaza Bolívar de Caracas Venezuela.
Ese día se reconoció el noble y exitoso esfuerzo realizado por numerosos voluntarios, empresas privadas, médicos, veterinarios, y funcionarios de la Guardia Nacional, Vigilancia Costera, Ejército, Fuerza Armada Venezolana, Fuerza Aérea, Alcaldía de Baruta y asociaciones de vecinos, quienes intervinieron en el rescate de las mascotas damnificadas por el desastre natural ocurrido.
Orión también recibió placas, medallas por instituciones privadas y gubernamentales, homenajes a nivel internacional y reconocimiento por la Gran Logia de la Masonería en Venezuela.

## Muerte
Orión falleció el 1 de diciembre de 2008, por causa de una gastroenteritis intestinal.